# Off the Map : Urgences au bout du monde
Off the Map : Urgences au bout du monde (Off the Map) est une série télévisée américaine en treize épisodes de 42 minutes créée par Jenna Bans et diffusée entre le 12 janvier 2011 et le 6 avril 2011 sur le réseau ABC et en simultané au Canada sur le réseau Global. Elle suit la lignée de deux autres séries de Shonda Rhimes, Grey's Anatomy et Private Practice.
En France, la série est diffusée à partir du 20 mars 2013 sur 6ter et dès le 1er septembre 2014 sur Téva. Néanmoins, elle reste inédite dans les autres pays francophones.

## Synopsis
Mina Minard, Lily Brenner et Tommy Fuller sont trois jeunes médecins qui prennent un nouveau départ en venant travailler au chili Le Dr. Benjamin « Ben » Keeton est le fondateur de la clinique qui est confronté à des cas médicaux des plus spectaculaires. Son assistant, Otis Cole a une étrange relation avec Zita. Tommy rencontre Charlie, un enfant de 14 ans abandonné par sa famille, qui travaille à la clinique en tant que traducteur.

## Distribution

### Acteurs principaux
- Martin Henderson (VF : Loïc Houdré) : Dr Benjamin « Ben » Keeton
- Jason George (VF : Denis Laustriat) : Dr Otis Cole
- Valerie Cruz (VF : Ethel Houbiers) : Zita Alareina « Zee » Toledo Alvarez
- Caroline Dhavernas (VF : Hélène Bizot) : Dr Lily Brenner
- Zach Gilford (VF : Pascal Nowak) : Dr Tommy Fuller
- Mamie Gummer (VF : Marie-Laure Dougnac) : Dr Mina Minard
- Rachelle Lefèvre (VF : Adeline Moreau) : Dr Ryan Clark
- Jonathan Castellanos (VF : Alexandre Nguyen) : Charlie

### Acteurs récurrents
- Nicholas Gonzalez (VF : Didier Cherbuy) : Mateo (9 épisodes)
- Aimee Garcia (VF : Flora Kaprielian) : Alma (5 épisodes)
- Elizabeth Peña (VF : Brigitte Virtudes): Inez (4 épisodes)
- Michael McKean : Ed Greenman (épisode 1)
- Cheech Marin : Papa Ucumari (épisodes 2 et 6)
- Ed Begley Jr. : Hank (épisode 4)
- Ralph Waite : Abuelito (épisode 4)
- Jonathan Cake : Angus Sinclair (épisode 5)
- Judy Reyes (VF : Julie Turin) : (épisode 6)
- Dean Norris (VF : Jean-François Aupied) : Morris Cooper (épisode 8)
- Mario Ardila Jr. (VF : Fabrice Trojani) : Edgar (épisode 8)
- Max Arciniega (VF : Anatole de Bodinat) : David (épisode 8)
- Brett Tucker : Dr Jonah Simpson (episode ? et 13)
- Leslie Hope (VF : Véronique Augereau) : Bridget Clemmons (épisode 9)
- April Grace (VF : Maïk Darah) : Fran (épisode 12)
- Justina Machado : Teresa (épisode 12)

Version française
Studio de doublage : Dubbing Brothers
Direction artistique : Vanina Pradier
Adaptation : Philippe Lebeau, Sophie Arthuys & Carole Cardinot

## Production
ABC a commandé le pilote à la mi-janvier 2010.
Le casting a débuté à la fin janvier 2010, dans cet ordre : Martin Henderson, Enrique Murciano (Manny Diaz), Caroline Dhavernas, Valerie Cruz, Jason George, Mamie Gummer et José Julián (Charlie).
À la mi-mai 2010, ABC commande la série, puis quatre jours plus tard lors des Upfronts, place la série pour la mi-saison.
En juillet 2010, Rachelle Lefèvre décroche un rôle principal, puis Enrique Murciano quitte la série et Zach Gilford est engagé dans un nouveau rôle.
Ayant commandé initialement sept épisodes, ABC commande en octobre 2010 un script additionnel, puis cinq autres scripts totalisant treize épisodes, et entre-temps, Jonathan Castellanos a repris le rôle de Charlie.
Parmi les invités : Aimee Garcia, Leslie Hope, Michael McKean, Cheech Marin, Elizabeth Peña, Ed Begley Jr., Jonathan Cake et Ralph Waite.
La série a été tournée à Oahu, Hawaï, dans les mêmes studios que la série Lost.
Le 13 mai 2011, ABC a officiellement annulé la série.

## Épisodes
1. Nouveau Départ (Saved By The Great White Hope)
2. Souris, ne tue personne (Smile. Don't Kill Anyone)
3. Coup de foudre sous les étoiles (A Doctor Time Out)
4. Les Rues de San Miguel (On The Mean Streets Of San Miguel)
5. Lames de fond (I'm Here)
6. Retour aux sources (It's Good)
7. La Cour des miracles (Es Un Milagro)
8. Pachamama (It's a Leaf)
9. La Légende de l'étrange (There's Nothing to Fix)
10. De l'autre côté du mur (I'm Home)
11. Le Salut des surfeurs (Everything's as It Should Be)
12. Petite colombe (Hold on Tight)
13. Retour à la case départ (There’s A Lot to Miss About the Jungle)